# Schlussmünze
Die Schlussmünze ist diejenige Münze aus einem archäologischen Fund, der das späteste Datum der Erstprägung zugeordnet werden kann. Schlussmünzen sind nützlich bei der absoluten Datierung archäologischer Fundstätten.
Im Gegensatz zu vielen anderen Artefakten ist der Herstellungszeitraum von Münzen oft recht genau bekannt. Ist eine Münze Bestandteil eines archäologischen Fundes, so liefert das Datum ihrer erstmaligen Prägung den frühestmöglichen Zeitpunkt (Terminus post quem) für das Alter des Fundes. Werden mehrere verschiedene Münzen gefunden, bietet diejenige mit dem spätesten Datum der Erstprägung – die Schlussmünze – die weitestgehende Einschränkung des Alters (vgl. Münzdatierung).